# Радиомайка
Радиома́йка — село в Пластовском районе Челябинской области. Входит в Борисовское сельское поселение.

## География
Расположено на берегу реки Санарка. Ближайшие населённые пункты: посёлок Светлый и село Верхняя Санарка. Расстояние до районного центра, города Пласта 40 км.

## История
Село Радиомайка основано казаками Верхне-Санарского посёлка как выселок Каменский в конце XIX века. На рубеже XIX—XX вв. предприниматель Белкин построил здесь четырёхэтажную мельницу, которая работала более полувека. Бывший механик этой мельницы, первый председатель колхоза П. Я. Яковлев — радиолюбитель-самоучка, собрал радиостанцию и послал радиограмму всесоюзному старосте М. И. Калинину. Ответ пришёл незамедлительно. Это неординарное событие и послужило поводом для присвоения населённому пункту столь необычного названия, отражающее технические и культурные свершения в годы первых пятилеток — радиофикацию в деревне (чудо для сельчан). В основе — слова радио и май, говорится о Дне радио — 7 мая. По другой версии название происходит от слова радиомаяк, установленного на близлежащей сопке.

## Население
| 2002 | 2010 |
| ---- | ---- |
| 305  | ↘299 |

Гендерный состав
По данным Всероссийской переписи 2010 года численность населения села составляла 299 человек (146 мужчин и 153 женщины).

## Улицы
Уличная сеть села состоит из 6 улиц.